# Giovanni Schiavoni
Giovanni Schiavoni (Trieste, luglio 1804 – Venezia, 7 settembre 1848) è stato un pittore e insegnante italiano.

## Biografia
Era figlio del pittore Natale Schiavoni, che fu anche il suo primo maestro, e fratello di un altro pittore, Felice Schiavoni. Al pari dei parenti, si specializzò nel ritratto.
Studiò presso l'Accademia di Belle Arti di Vienna, città dove visse e operò per diversi anni.
Nel 1837 andò a Iași, dove Gheorghe Asachi, persona molto vicina al principe romeno Mihail Sturdza, gli aveva proposto una cattedra presso l'Accademia Mihăileană, di recente fondazione. Schiavoni accettò, ma l'anno successivo si spostò in Russia, dove rimase fino al 1841; dopodiché riprese il suo posto nell'Accademia Mihăileană, che però nel 1843 chiuse i battenti. Erano stati suoi allievi i pittori romeni Gheorghe Panaiteanu Bardasare, Gheorghe Năstăseanu e Gheorghe Lemeni.
Nel 1844 ritornò in Italia. Morì dopo una breve malattia, contratta a Forte Marghera durante i moti rivoluzionari del 1848, ai quali aveva preso attivamente parte.